# Ros'
Il Ros' (in ucraino Рось?) è un fiume in Ucraina, lungo 346 km, è un affluente destro del Dnepr. Il fiume Ros' trova la sua origine nel villaggio di Ordynci nel Distretto di Pohrebyšče, Oblast' di Vinnycja.
Alcuni storici hanno suggerito la possibilità che il nome del Rus' di Kiev il vecchio stato slavo orientale, possa aver avuto origine dal nome del fiume Ros', la teoria indicata come la teoria antinormanista dell'origine di Rus'.

## Città e villaggi sul Ros'
- Pohrebyšče
- Volodarka
- Bila Cerkva
- Rokytne
- Bohuslav
- Korsun'-Ševčenkivs'kyj
- Stebliv